# Aceroides goesi
Aceroides goesi är en kräftdjursart som beskrevs av Just 1980. Aceroides goesi ingår i släktet Aceroides och familjen Oedicerotidae. Inga underarter finns listade i Catalogue of Life.